# Ambrose Bierce
Ambrose Gwinnett Bierce (Horse Cave Creek, 24 giugno 1842 – ... scomparso a Chihuahua l'11 gennaio 1914) è stato uno scrittore, giornalista, aforista e militare statunitense, tra i più noti della città di San Francisco, a cavallo tra il 1850 e i primi del XX secolo.

## Biografia
Nato da una numerosa famiglia (era il decimo figlio), Bierce condusse una vita spesso ai limiti, per il suo sarcasmo che col tempo gli valse il nomignolo di "bitter", l'amaro. A quindici anni, stanco della povertà della famiglia, se ne andò di casa cominciando a girare per gli Stati Uniti e vivendo di espedienti fino a quando uno zio, Lucius, fratello minore del padre, lo prese sotto la sua ala protettrice. Aveva fatto fortuna divenendo un discreto avvocato e sindaco della cittadina di Akron. Lo zio gli fece frequentare il Kentucky Military Institute, dove imparò la cartografia, il che gli permise di arruolarsi nel 1861 volontario nell'esercito come topografo.
Erano gli anni della guerra di secessione, che Bierce visse in prima persona e da cui nacque Tales of soldiers and civilians, ovvero "Racconti di soldati e civili", un campionario degli orrori della guerra in cui la visione spietata e sprezzante degli uomini, nessuno escluso, dà la misura di Bierce. Qui emerse un altro aspetto dell'opera di Bierce: la casualità degli eventi e l'esistenza del soprannaturale, del fantastico, che si cala nella realtà quotidiana. Da ciò nacquero anche ottimi racconti macabri e dell'orrore, sempre permeati di cinismo.
A 24 anni Bierce abbandonò l'esercito e approdò a San Francisco, dove iniziò la carriera di giornalista e scrittore. Vivendo inizialmente di piccoli lavori, cominciò a scrivere ed essere quotato per i suoi attacchi a politici, uomini di malaffare, imprenditori, tanto che, secondo le cronache dell'epoca, usava portare una pistola quando andava in giro. Il giorno di Natale del 1871 Bierce sposò Mary Ellen Mollie Day, una bella e ricca ragazza e, grazie al suocero fortunato ingegnere minerario, fece un lungo viaggio di nozze a Londra, dove cercò di pubblicare le sue opere. Il matrimonio si concluse col divorzio nel 1904, ma Bierce e la moglie vivevano separati dal 1888. Dei tre figli, solo la terzogenita Helen sopravvisse ai genitori; Day, il primogenito, morì suicida adolescente e Leigh morì malato in giovane età.
La morte dello scrittore è uno dei più grandi enigmi della letteratura americana: nel 1913, a 71 anni, partì come corrispondente per il Messico dilaniato dalla guerra civile di Pancho Villa ed Emiliano Zapata, scomparendo durante la battaglia di Ojinaga, l'11 gennaio 1914. Secondo una tradizione orale locale, Bierce sarebbe stato fucilato contro il muro del cimitero di Sierra Mojada da alcuni uomini di Villa dopo un pesante diverbio, forse perché ritenuto una spia. Nel 2004 il reverendo James Lienert, un prete, prestando credito a questa versione dei fatti, fece apporre una lapide sul luogo dell'esecuzione. In un'altra versione, lo scrittore non sarebbe sopravvissuto alle ferite riportate in battaglia. Altri, infine, accreditarono il suicidio. A parte il mistero che ne accompagna le circostanze, è quasi certo che Bierce trovò in Messico la fine che vi cercava.
Al mistero della morte di Bierce si collega la teoria che lo vorrebbe essere stato l'alter ego dello scrittore B. Traven, ipotesi mai provata.

## Produzione letteraria
Bierce deve la sua fortuna di scrittore principalmente al suo Dizionario del Diavolo, ma in realtà la sua opera va ben oltre, a cominciare proprio da quella di giornalista che vide la sua consacrazione nell'Examiner, uno dei giornali che fecero la fortuna di William Randolph Hearst, il magnate dell'editoria.
I suoi racconti brevi sono considerati tra i migliori del XIX secolo, soprattutto quelli di guerra come Un avvenimento sul ponte di Owl Creek (il cui protagonista è un uomo in procinto di essere impiccato al ponte di cui al titolo), Killed at Resaca, e Chickamauga. Bierce venne reputato un maestro di stile e di linguaggio dai suoi contemporanei in tutti i generi in cui si cimentò, dai già citati racconti di guerra ai racconti di fantasmi, alle poesie. I suoi racconti fantastici anticiparono lo stile del grottesco che sarebbe diventato un vero e proprio genere letterario nel XX secolo.
Per gran parte della sua carriera Bierce scrisse, e in parte pubblicò, più di 300 "raccontini", o "sketches"  comici e cinici, il cui protagonista è Little Johnny, un ragazzino cinico e irriverente.
I dodici volumi dell'opera completa di Bierce, di cui il settimo volume era interamente costituito dal Dizionario del diavolo, vennero pubblicati fra il 1909 e il 1912.
È suo il celebre aforisma: "Solitudine: condizione di chi ha il difetto di dire la verità e di essere dotato di buon senso". Spesso gli viene erroneamente attribuita la frase: "Dio usa le guerre per insegnare la Geografia alla gente", che invece è dovrebbe appartenere al comico Paul Rodriguez.

## Opere
(parziale)

### Opera omnia
- The Collected Works of Ambrose Bierce, 12 volumi, 1909-1912

### Racconti
- The Haunted Valley, 1871 (La valle degli spiriti)
- A Providential Intimation, 1874 [prima pubblicazione: The Tale of a Coat] (Un'intimazione provvidenziale)
- A Shipwreckollection, 1874 [prima pubblicazione: Cruise of the 'Mudlark']
- Corrupting the Press, 1874
- Curried Cow, 1874 (La vacca strigliata)
- Mr. Masthead, journalist, 1874 (Mr. Masthead, giornalista)
- Mr. Swiddler's flip-flap, 1874 (Il salto mortale di Mr. Swiddler)
- Perry Chumly's eclipse, 1874 (L'eclissi di Perry Chumly)
- The baptism of Dobsho, 1874 [prima pubblicazione: A Sinful Freak] (Il battesimo di Dobsho)
- The failure of Hope and Wandel, 1874 [prima pubblicazione: Cool Correspondence] (Il fallimento di Hope & Wandel)
- The little story, 1874 (Piccola storia)
- The night-doings at 'Deadman's', 1874 (Avvenimenti notturni nel Burrone del Morto)
- The race at Left Bower, 1874 (La corsa di Left Bower)
- Why I am not editing 'The Stinger' , 1874 [prima pubblicazione: Why I am not editing the 'Cowville Saturday Stinger' ]
- The captain of the 'Camel', 1875 [prima pubblicazione: A Nautical Novelty]
- The man overboard, 1876 [prima pubblicazione: Some unusual adventures]
- The famous Gilson bequest, 1878 (La famosa eredità di Gilson)
- A psychological shipwreck, 1879 (Un naufragio psicologico)
- A holy terror, 1882 (Terrore sacro)
- George Thurston, 1883 (George Thurston)
- A Cargo of Cat, 1885
- Jupiter Doke, brigadier-general, 1885 (Jupiter Doke, generale di brigata)
- A revolt of the gods, 1886 [prima pubblicazione: The Ancient City of Grimaulquin: A Record of Industrial Discontent] (La rivolta degli dei)
- An imperfect conflagration, 1886 [prima pubblicazione: The Imperfect Conflagration] (Conflagrazione imperfetta)
- An inhabitant of Carcosa, 1886 (Un cittadino di Carcosa)
- 'The Bubble Reputation', 1886
- Killed at Resaca, 1887 (Ucciso a Resaca)
- The man out of the nose, 1887 [prima pubblicazione: John Hardshaw: The Story of a Man Who May Be Seen Coming out of the Nose] (L'uomo fuori dal naso)
- A bottomless grave, 1888 (Una tomba senza fondo)
- A cold greeting, 1888 (Un saluto freddo)
- A fruitless assignment, 1888 (Un incarico infruttuoso)
- A son of the gods, 1888 (Un figlio degli dei)
- A tough tussle, 1888 (Un violento combattimento)
- An unfinished race, 1888 (Una corsa non terminata)
- Charles Ashmore's trail, 1888 (La traccia di Charles Ashmore)
- My favourite murder, 1888 (Il mio delitto preferito)
- One of the missing, 1888 (Uno dei dispersi)
- One of twins, 1888 (I gemelli)
- Present at a hanging, 1888 (Spettatore di un'impiccagione)
- The city of the gone away, 1888 [prima pubblicazione: The Gone Away: A Tale of Medical Science and Commercial Thrift] (La città dei morti)
- The crime at Pickett's Mill, 1888
- The difficulty of crossing a field, 1888 (La difficoltà di attraversare un campo)
- The Isle of Pines, 1888 (L'Isola dei Pini)
- A horseman in the sky, 1889 [prima pubblicazione: The horseman in the sky] (Un cavaliere in cielo)
- A watcher by the dead, 1889 (La veglia al morto)
- Chickamauga, 1889 (Chickamauga)
- One officer, one man, 1889 (Un ufficiale, un uomo)
- The affair at Coulter's Notch, 1889 (Accadde alla gola di Coulter)
- The coup de grâce, 1889 (Il colpo di grazia)
- The spook house, 1889 (La casa dello spettro)
- The suitable surrounding, 1889 (L'ambiente adatto)
- An occurrence at Owl Creek Bridge, 1890 (Fatto avvenuto al ponte sull'Owl Creek)
- Oil of Dog, 1890 [prima pubblicazione: The Oil of a Dog: A tragic episode in the life of an eminent educator] (Olio di cane)
- The Major's tale, 1890 [prima pubblicazione: A practical joke: Major Broadwood recalls the heroic past] (La storia del capo di battaglione)
- The man and the snake, 1890 (L'uomo e il serpente)
- The middle toe of the right foot, 1890 (Il dito medio del piede destro)
- The realm of the unreal, 1890 (Il regno dell'irreale)
- The story of a conscience, 1890 (La storia di una coscienza)
- A baby tramp, 1891 (Un piccolo vagabondo)
- A lady from Redhorse, 1891 (prima pubblicazione: An Heiress from Redhorse] (Una signora di Redhorse)
- Haita the shepherd, 1891 (Haita il pastore)
- Parker Adderson, philosopher, 1891 (Parker Adderson, filosofo)
- The boarded window, 1891 (La finestra sbarrata)
- The death of Halpin Frayser, 1891 (La morte di Halpin Frayser)
- The ingenious patriot, 1891 (Il patriota ingenuo)
- Bird song, 1891 (Il canto del tordo o Di sentinella)
- The monk and the hangman's daughter, 1891 (Il monaco e la figlia del boia) [revisione di Bierce di una traduzione, dal tedesco all'inglese, del racconto Der mönch von Berchtesgaden di Richard Voss, curata dallo scrittore di origine mitteleuropea Gustav Adolph Danziger, conosciuto anche come Adolphe De Castro. L'intervento di Bierce, chiesto personalmente da Danziger, fu approvato da Voss. Dopo la prima pubblicazione in forma seriale su periodico, nel 1892, seguirà l'edizione in volume)
- The secret of Macarger's Gulch, 1891 (Il segreto del burrone di Macarger)
- The thing at Nolan, 1891 (Un episodio successo a Nolan)
- The widower Turmore, 1891 (Il vedovo Turmore)
- An adventure in Brownville, 1892 [prima pubblicazione: An occurrence at Brownville] (Un'avventura a Brownville) [in collaborazione con Ina Lillian Peterson]
- The applicant, 1892 (L'aspirante)
- A jug of sirup, 1893 (Una caraffa di sciroppo)
- Bodies of the dead, 1893 (I corpi del morto)
- One kind of officer, 1893 (Un tipo di ufficiale)
- A summer night, 1893 (Una notte d'estate o In un cimitero)
- The damned thing, 1893 (La cosa maledetta)
- The hypnotist, 1893 [prima pubblicazione: John Bolger, hypnotist] (L'ipnotista)
- John Bartine's watch, 1893 (L'orologio di John Bartine)
- An affair of outposts, 1897 (Un affare di avamposti)
- The eyes of the panther, 1897 (Gli occhi della pantera)
- Moxon's master, 1899 (La creatura di Moxon)
- Revenge, 1899 (Vendetta)
- The tail of the sphinx, 1899 (La coda della sfinge)
- A diagnosis of death, 1901 [prima pubblicazione: The diagnosis of death] (Una diagnosi di morte)
- At Old Man Eckert's, 1901 (Dal vecchio Eckert)
- An arrest, 1905 (Un arresto)
- A wireless message, 1905 (Un messaggio senza fili)
- A vine on a house, 1905 (Il rampicante sulla casa)
- A man with two lives, 1905 (Un uomo con due vite)
- Baffled ambuscade, 1906 (Un'imboscata inutile)
- John Mortonson's funeral, 1906 (Il funerale di John Mortonson)
- Staley Fleming's hallucination, 1906 (L'allucinazione di Staley Fleming)
- Two military executions, 1906 (Due esecuzioni militari)
- Beyond the wall, 1907 (Oltre il muro)
- The moonlit road, 1907 (La strada illuminata dalla luna)
- The other lodgers, 1907 (Gli altri pensionanti)
- Three and one are one, 1908 (Tre più uno)
- A resumed identity, 1908 [prima pubblicazione: The man] (Ritorno all'identità)
- The stranger, 1909 [prima pubblicazione: A stranger] (Lo straniero)
- The time the moon fought back, 1911

### Principali edizioni in volume
- The Dance of Death, 1877 [opera satirica, imperniata sul valzer, scritta in collaborazione con William Herman Rulofson e Thomas Arundel Harcourt]
- Tales of Soldiers and Civilians, 1891 [raccolta di racconti. Pubblicata l'anno successivo nel Regno Unito col titolo In the Midst of Life: Tales of Soldiers and Civilians]
- Can Such Things Be?, 1893 [raccolta di racconti]
- In the Midst of Life: Tales of Soldiers and Civilians, 1898 [edizione riveduta e ampliata rispetto a quella del 1891]
- Fantastic Fables, 1899 (Favole a orologeria) [raccolta di favole di morale amara]
- The Shadow on the Dial and Other Essays, 1909 [raccolta di 19 saggi, curata da Silas Orrin Howes, tratti dall'attività giornalistica di Bierce]
- The Devil's Dictionary, 1911 (Dizionario del Diavolo) [raccolta di definizioni umoristiche, aneddoti, aforismi, d'ispirazione prevalentemente acre. Già parzialmente pubblicato, nel 1906, come The Cynic's Word Book, titolo disapprovato da Bierce]

### Principali edizioni italiane
- La valle degli spiriti, Roma, Fanucci, 1988
- Il club dei parenticidi, presentazione di Guido Almansi, Roma, Theoria, 1989
- Possono accadere queste cose?, prefazione di Carlo Pagetti, Roma, Lucarini, 1989
- Nel mezzo della vita, traduzione di Anna Strambo, a cura di Carlo Pagetti, Pordenone, Edizioni Studio Tesi, 1991
- Il colpo di grazia, traduzione di Livio Crescenzi, Fidenza, Mattioli 1885, 2016
- Il club dei parenticidi, traduzione di Livio Crescenzi, Fidenza, Mattioli 1885, 2018
- Spettri di frontiera, traduzione e note di Matteo Zapparelli Olivetti, Verona, Adiaphora Edizioni, 2019 [raccolta da Racconti di fantasmi e di case infestate]

## Influenza culturale
- Robert William Chambers si ispirò a Bierce per numerosi luoghi e termini nel suo The King in Yellow, tra cui, per esempio, Carcosa e Hastur. Successivamente, l'americano Howard Phillips Lovecraft si ispirò a sua volta a Chambers per il suo Necronomicon e per molti altri elementi del suo Ciclo di Cthulhu; anche un corrispondente di Lovecraft, Robert Bloch, fa riferimento a Bierce nel suo racconto breve I Like Blondes (pubblicato nel 1956), centrato intorno alla tematica grottesca di alcuni alieni che setacciano la terra alla ricerca di corpi: uno degli alieni abita nel corpo di un certo Ambrose Beers, raccolto in Messico qualche tempo prima. Bierce appare come personaggio nel romanzo di Robert A. Heinlein L'eredità perduta (Lost Legacy, 1941), in cui egli fa parte di una setta che ha imparato ad usare alcune parti sconosciute del cervello e possiede quindi straordinarie capacità. Lo scrittore appare inoltre in The Oxoxoco Bottle di Gerald Kersh, redatto come se fosse un manoscritto di Bierce risalente al suo ultimo viaggio. Infine, lo scrittore Carlos Fuentes ha scritto il libro Gringo Viejo (Il vecchio gringo), in cui narra una versione romanzata della scomparsa di Bierce.
- Nella serie di romanzi di Oakley Hall, tra cui Ambrose Bierce and the Queen of Spades e Ambrose Bierce and the Death of Kings, lo scrittore è un investigatore del mistero.
- Dal racconto An Occurrence at Owl Creek Bridge sono stati tratti tre film: un film muto del 1920, una versione francese dal titolo Un avvenimento sul ponte di Owl Creek di Robert Enrico (1962) ed uno del 2005 di Brian James Egan. Il film francese, Palma d'oro al Festival di Cannes 1962 e Premio Oscar nel 1964 quale miglior cortometraggio, venne inoltre usato come episodio della serie televisiva Ai confini della realtà (The Twilight Zone) dal titolo, appunto, An Occurrence at Owl Creek Bridge. Una copia del film compare anche nell'episodio "The Long Con" del telefilm Lost (2006).
- Dal romanzo di Fuentes è stato tratto il film Old Gringo - Il vecchio gringo, con Gregory Peck nel ruolo di Bierce, ed il personaggio di Bierce è inoltre comparso nel film Dal tramonto all'alba 3 - La figlia del boia (2003) ambientato nel 1913 in forma di prequel a From Dusk Till Dawn: durante il suo viaggio per unirsi a Pancho Villa, Bierce è attaccato dai banditi e poi intrappolato in un locale pieno di vampiri intenti ad uccidere i clienti umani. Il personaggio di Bierce, dipinto come un alcolista, era affidato a Michael Parks.
- Di Bierce si parla anche nella canzone The Fall of Ambrose Bierce, del gruppo The Stiletto Formal.
- Nel fumetto della DC Comics Stanley and His Monster, Bierce è ritratto come un ironico avventuriero del soprannaturale. Nella storia a fumetti Storie di Soldati per la serie Ken Parker di Giancarlo Berardi, vengono riproposti in chiave fumettistica i racconti Un cavaliere in cielo, Accadde al ponte di Owl Creek, Ucciso a Resaca e Parker Adderson, filosofo.
- Nella serie televisiva True Detective l'antagonista, un serial killer satanista, si basa anche sui racconti di Bierce per commettere i suoi crimini, e infatti ripete più volte di vivere a Carcosa.